# Wolica (gromada w powiecie pińczowskim)
Wolica – dawna gromada, czyli najmniejsza jednostka podziału terytorialnego Polskiej Rzeczypospolitej Ludowej w latach 1954–1972.
Gromady, z gromadzkimi radami narodowymi (GRN) jako organami władzy najniższego stopnia na wsi, funkcjonowały od reformy reorganizującej administrację wiejską przeprowadzonej jesienią 1954 do momentu ich zniesienia z dniem 1 stycznia 1973, tym samym wypierając organizację gminną w latach 1954–1972.
Gromadę Szarbków z siedzibą GRN w Wolicy utworzono – jako jedną z 8759 gromad na obszarze Polski – w powiecie pińczowskim w woj. kieleckim, na mocy uchwały nr 13h/54 WRN w Kielcach z dnia 29 września 1954. W skład jednostki weszły obszary dotychczasowych gromad Orkanów (Parszywka), Przecławka, Szyszczyce i Wolica ze zniesionej gminy Góry oraz Zagórze ze zniesionej gminy Sancygniów; ponadto kolonia Bronów z dotychczasowej gromady Dziewięczyce, również ze zniesionej gminy Sancygniów oraz wieś Dębowiec z dotychczasowej gromady Jastrzębniki ze zniesionej gminy Drożejowice (wszystkie jednostki w tymże powiecie). Dla gromady ustalono 16 członków gromadzkiej rady narodowej.
Gromada przetrwała do końca 1972 roku, czyli do kolejnej reformy gminnej.